# Gaukönigshofen
Gaukönigshofen é um município da Alemanha, situado no distrito de Würzburgo, no estado da Baviera. Tem 31,98 km² de área, e sua população em 2019 foi estimada em 2.461 habitantes.